# Alucra (district)
Alucra is een Turks district in de provincie Giresun en telt 10.426 inwoners (2007). Het district heeft een oppervlakte van 1083,3 km². Hoofdplaats is Alucra.
De bevolkingsontwikkeling van het district is weergegeven in onderstaande tabel.
| 1997   | 2000   | 2007   |
| ------ | ------ | ------ |
| 18.470 | 25.865 | 10.426 |